# 喜臨門 (家具公司)
喜臨門傢俱股份有限公司，簡稱喜臨門傢俱股份、喜臨門傢俱，以及喜臨門（英語：Xilinmen Furniture Co., Ltd.，上交所：603008），於1993年由陳阿裕（董事長）創立前身為「绍兴市喜临门家俬有限公司」、「浙江喜临门家私有限公司」、「浙江喜临门集团有限公司」以及「喜临门集团有限公司」，總部位於浙江省绍兴市西大门灵芝街道钟家湾。
現時業務在內地經營生產及銷售以「喜臨門」、「法詩曼」、「SLEEMON」和「愛倍」品牌的床垫、软床及配套產品，招股價為12.5元人民幣，發行新股為5250萬股，而集資額為6.56億元人民幣，股份則在2012年7月17日於本交易所上市。

## 連結
- chinabed.com（页面存档备份，存于）